# Гоферовые
Гоферовые (лат. Geomyidae) — семейство североамериканских грызунов.

## Общее описание
В семейство объединяют крупных грызунов, внешне похожих на азиатских пластинчатозубых крыс и цокоров, но имеющих защёчные мешки и по 16 коренных зубов. Длина тела у гоферов от 9 до 35 см, хвоста от 4 до 14 см. Масса у некоторых центральноамериканских видов может достигать килограмма. Самцы крупнее самок.
Все гоферы приспособлены к подземному образу жизни. У них утолщённое, вальковатое тело с короткими, но сильными конечностями. Шея почти незаметна снаружи. Череп массивный. Глаза и уши очень маленькие; сильно развиты слёзные железы, чей секрет смывает с роговицы глаза попадающую грязь. Хвост короткий, голый или покрыт редкими волосками; видимо, является органом осязания, поскольку богато снабжён кровеносными сосудами и нервными окончаниями. Гоферы одинаково легко и быстро передвигаются как головой, так и хвостом вперёд. Конечности 5-палые; все пальцы вооружены мощными изогнутыми когтями, приспособленными для рытья. Площадь передних лап увеличена за счёт оторочки из жёстких волос. Губы у гоферов могут смыкаться позади резцов, благодаря чему земля при рытье не попадает в полость рта.
Характерным признаком гоферов являются обширные защёчные мешки (карманы), из-за которых эти зверьки получили своё английское название «pocket gophers», то есть «карманные гоферы». Они открываются вне ротовой полости, идут вдоль шеи до плеч и изнутри покрыты волосами. Могут выворачиваться наружу. Волосяной покров у гоферов без подпуши. Его окраска варьирует от чёрной до почти белой, хотя чаще всего она буроватая и совпадает с цветом почвы, в которой живёт грызун.

## Образ жизни
Гоферы распространены в Северной и Центральной Америке примерно от 54° с. ш. в западной Канаде до Панамы. С запада на восток водятся от побережья Тихого до побережья Атлантического океана. На этом обширном ареале населяют самые различные ландшафты — от пустынных областей до верхней границы леса в горах, хотя большинство гоферов предпочитает держаться открытых пространств.
Большую часть жизни гоферы, подобно кротам, проводят в сложных подземных ходах, проложенных в разных горизонтах почвы. Длина подземных галерей у некоторых видов (Geomys bursarius) превышает 100 м. Землю гоферы рыхлят и копают резцами; затем подгребают её передними лапами под туловище и задними лапами отталкивают назад. Когда позади накапливается достаточно почвы, гофер поворачивается и грудью выталкивает её через вертикальный отнорок наружу. Место обитания гофера отмечено многочисленными курганчиками земли диаметром до 20 см. Часто их можно увидеть на газонах, пахотных землях и на огородах, поскольку гоферы предпочитают влажную рыхлую почву. Зимой гоферы роют туннели в снегу; туннели часто бывают набиты выброшенной землёй, что обнаруживается при таянии снега. Входы в свою нору зверьки закупоривают земляными пробками; если пробка повреждается, гофер спешит её восстановить.
Активны гоферы в основном в сумеречные часы; днём иногда покидают норы в пасмурную погоду. Питаются они преимущественно подземными частями растений; пищу набивают в защёчные мешки и относят в подземные кладовые. Могут вредить сельскохозяйственным культурам и лесонасаждениям. Активны в течение круглого года, в спячку не впадают, хотя зимой в морозы активность гоферов резко падает.
Это одиночные зверьки; встреча взрослых гоферов обычно заканчивается дракой. Исключение составляет период размножения, который обычно приходится на позднюю зиму, весну или раннее лето. У самок в год бывает 1—2 помёта по 2—6 детёнышей.

## Классификация
База данных Американского общества маммологов (ASM Mammal Diversity Database) признаёт семь родов гоферовых, объединяющих 42 вида:
- Подсемейство Geomyinae
  - Триба Geomyini
    - Род Cratogeomys
      - Cratogeomys castanops — Желтомордый гофер
      - Cratogeomys fulvescens
      - Cratogeomys fumosus — Дымчатый гофер
      - Cratogeomys goldmani
      - Cratogeomys merriami — Гофер Мерриама
      - Cratogeomys perotensis
      - Cratogeomys planiceps

    - Род Geomys — Восточные гоферы
      - Geomys arenarius — Пустынный гофер
      - Geomys attwateri
      - Geomys brazensis
      - Geomys breviceps
      - Geomys bursarius — Равнинный гофер
      - Geomys jugossicularis
      - Geomys knoxjonesi
      - Geomys lutescens
      - Geomys personatus — Техасский гофер
      - Geomys pinetis — Юго-восточный гофер
      - Geomys streckeri
      - Geomys texensis
      - Geomys tropicalis

    - Род Heterogeomys
      - Heterogeomys cavator — Чирикийский гофер
      - Heterogeomys cherriei — Гофер Черье
      - Heterogeomys dariensis — Дариенский гофер
      - Heterogeomys heterodus — Коста-риканский гофер
      - Heterogeomys hispidus — Грубошерстный гофер
      - Heterogeomys lanius — Большой гофер
      - Heterogeomys underwoodi — Гофер Андервуда

    - Род Orthogeomys — Гигантские гоферы
      - Orthogeomys grandis — Гигантский гофер

    - Род Pappogeomys — Гоферы Буллера
      - Pappogeomys bulleri — Гофер Буллера

    - Род Zygogeomys
      - Zygogeomys trichopus — Мичоаканский гофер

  - Триба Thomomyini
    - Род Thomomys — Западные гоферы
      - Thomomys atrovarius
      - Thomomys bottae — Гофер Ботта
      - Thomomys bulbivorus — Уилламетский гофер
      - Thomomys clusius — Вайомингский гофер
      - Thomomys idahoensis — Айдахский гофер
      - Thomomys mazama — Западный гофер
      - Thomomys monticola — Горный гофер
      - Thomomys nayarensis
      - Thomomys sheldoni
      - Thomomys talpoides — Северный гофер
      - Thomomys townsendii — Гофер Таунсенда
      - Thomomys umbrinus — Южный гофер

В ископаемом виде гоферы известны с миоцена.

## В популярной культуре
Гофер является талисманом языка программирования Go.